# Perisomena caecigena
Perisomena caecigena (tên tiếng Anh: Bướm đêm hoàng đế mùa thu) là một loài bướm đêm thuộc họ Saturniidae. Nó được tìm thấy ở Ý (đông Venice gần biên giới Croatia) và từ đông nam Áo qua Hungary, Slovenia, Croatia, Serbia, Albania, miền tây Ukraina, România, Bulgaria và Hy Lạp to hầu hết Thổ Nhĩ Kỳ và dãy núi Kavkaz của Cộng hòa Georgia, Armenia và Azerbaijan. Cũng có một số lượng cô lập ở vùng núi Liban và Israel. Phụ loài stroehlei đặc hứu dãy núi Troodos của Cộng hòa Síp.

Range ở châu Âu

Sải cánh dài 62–88 mm for ssp. caecigena and 40–65 mm đối với con đực và 48–90 mm đối với con cái of ssp. stroehlei. Con trưởng thành bay từ cuối tháng 9 đến đầu tháng 11.
Ấu trùng ăn Quercus. bao gồm Quercus robur, Quercus petrea, Quercus pubescens, Quercus cerris and Quercus ilex, but also Populus alba, Populus nigra, Fraxinus, Pyrus and Prunus. Salix cũng có thể là cây chủ do ấu trùng ăn Salix caprea trong điều kiện nhốt.

## Hình ảnh

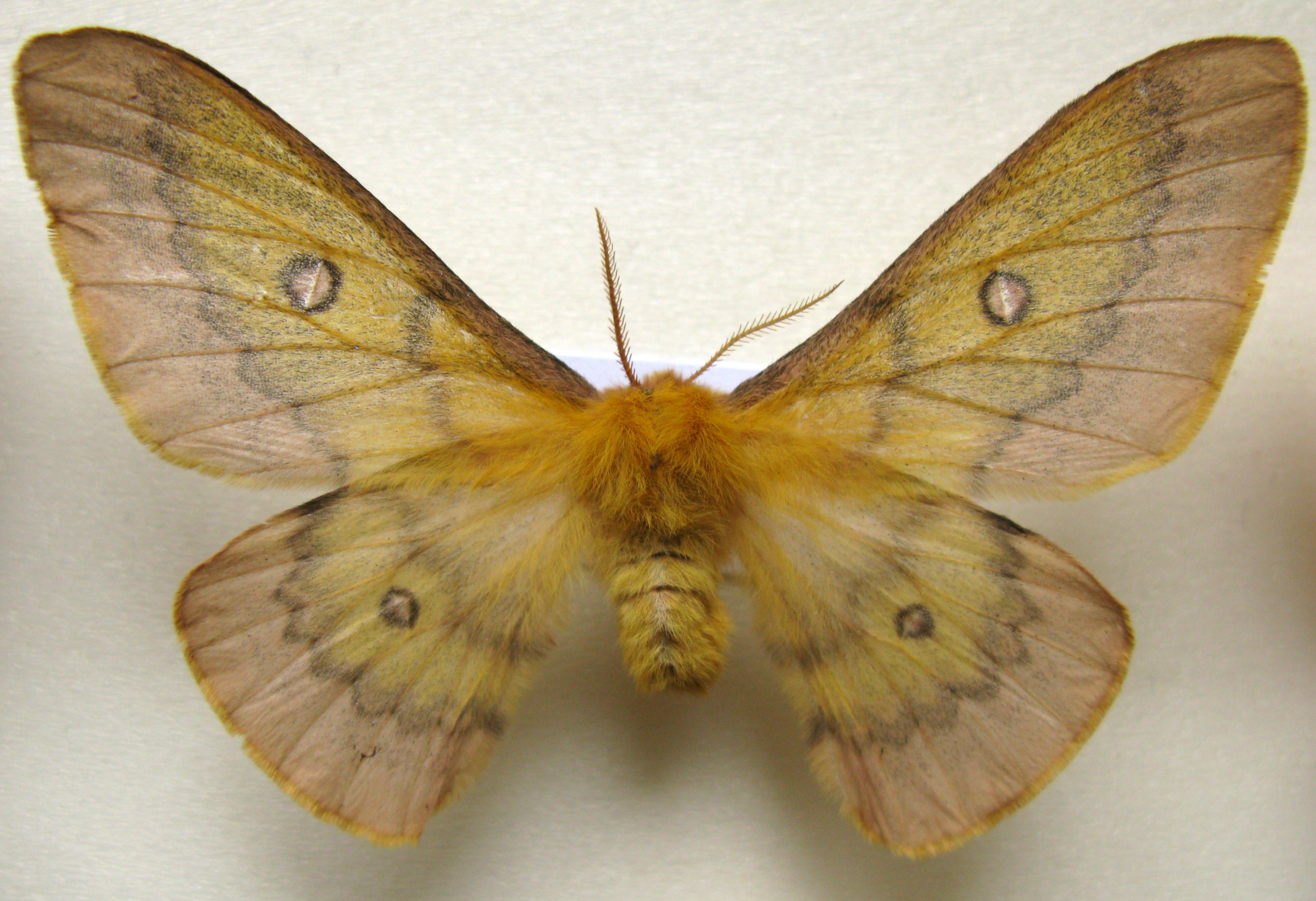

## Phụ loài
- Perisomena caecigena caecigena
- Perisomena caecigena stroehlei